# Strada provinciale 60 S.Benedetto Val di Sambro
La strada provinciale 60 S.Benedetto Val di Sambro è una strada provinciale italiana della città metropolitana di Bologna.

## Percorso
Ha origine dall'ex SS 325 presso la confluenza fra il torrente Brasimone e il fiume Setta. Quando attraversa quest'ultimo passa dal comune di Castiglione dei Pepoli a quello di San Benedetto Val di Sambro. Passa accanto alla stazione che serve i due paesi, quindi continua in salita verso nord raggiungendo Ripoli di sotto, Ripoli di sopra e Monteacuto Vallese. Dirigendosi a sud-est scende nella valle del Sambro ed interseca la SP 61. In seguito attraversa San Benedetto, Madonna dei Fornelli (798 m s.l.m.) e Castel dell'Alpi, dove supera l'omonimo lago. Incontra ancora diverse località minori e, nel frattempo, entra nel comune di Monghidoro. Dopo la frazione di Piamaggio, la provinciale termina in corrispondenza dell'immissione nell'ex SS 65 a Ca' del Costa.